# Ostenk
Ostenk – wieś w Słowenii, w gminie Trbovlje. W 2018 roku liczyła 229 mieszkańców.